# باينكريست
باينكريست (بالإنجليزية: Pinecrest)‏ هي مدينة أمريكية تقع في ولاية فلوريدا. تبلغ مساحة هذه المدينة 19.6 (كم²)،ويبلغ عدد سكانها 18223 نسمة حسب إحصاء سنة 2010 م 18223.تشير إحصاءات سنة 2000م بأن الكثافة السكانية في هذه المدينة تقدر بـ(auto) نسمة/كم2 